# Andrej Komac (nogometaš)
za druge osebe glej Andrej Komac (razločitev)
Andrej Komac, slovenski nogometaš, * 4. december 1979, Šempeter pri Gorici.
Komac se je predstavil kot obetaven igralec v sezonah 2003/2004 in 2004/2005, ko je z ND Gorica osvojil dva zaporedna naslova državnega prvaka. Njegove predstave je opazil tudi selektor Brane Oblak in ga vpoklical v reprezentanco. Prvo tekmo zanjo je odigral proti Srbiji in Črni gori 18. avgusta 2004.